# Fête nationale de l'indépendance (Pologne)
La fête nationale de l'indépendance (en polonais : Narodowe Święto Niepodległości) est la principale fête nationale de la Pologne. Elle célèbre la transmission des pouvoirs à Józef Piłsudski le 11 novembre 1918 et le retour de l'indépendance nationale après 123 ans de partage entre les empires russe, allemand et austro-hongrois.
Avec le 3 mai, jour de la constitution, c'est l'une des deux fêtes nationales du pays.
Instituée en 1937 sous la deuxième république, la fête nationale de l'indépendance n'est plus célébrée entre 1939 et 1945, les territoires polonais étant annexés par le Troisième Reich et insérés dans le Gouvernement général de Hans Frank. En juillet 1945, l'URSS prend la même décision, si bien que la fête nationale n'est rétablie qu’en 1989,.